# Angerona corticalis
Angerona corticalis är en fjärilsart som beskrevs av Giovanni Antonio Scopoli 1763. Angerona corticalis ingår i släktet Angerona och familjen mätare. Inga underarter finns listade i Catalogue of Life.